# Antimon(III)-oxid
Antimon(III)-oxid (auch Antimontrioxid genannt) ist eine Antimonverbindung mit der Summenformel Sb2O3. Es gehört zur Stoffklasse der Oxide.

## Vorkommen
Antimon(III)-oxid kommt in der Natur sowohl kubisch (Senarmontit) als auch rhombisch (Valentinit) kristallisiert vor.

## Gewinnung und Darstellung
Antimontrioxid wird technisch durch Erhitzen von Antimontrisulfid (Grauspießglanz, Stibnit) an der Luft (Rösten) gewonnen oder durch Verbrennen von Antimon.
Bei der Hydrolyse von Antimon(III)-chlorid entsteht der bei Raumtemperatur metastabile Valentinit, der beim Behandeln mit Alkalien allmählich in Senarmontit übergeht.

## Eigenschaften

### Physikalische Eigenschaften
Antimon(III)-oxid zeigt thermochrome Eigenschaften. Beim Erhitzen auf Temperaturen deutlich über 600 °C färbt sich die Verbindung gelb. Reversibel wird die Verbindung beim Abkühlen wieder weiß. Ursache der Farbänderung ist eine polymorphe, enantiotrope Umwandlung von der weißen kubischen Kristallform (Senarmontit) zu einer gelben orthorhombischen Kristallform (Valentinit) bei 606 °C. Die Bildungsenthalpie der kubischen Form beträgt ΔfH = −720,5 kJ·mol−1, die der orthorhombischen Form ΔfH = −708,5 kJ·mol−1, so dass sich für die polymorphe Umwandlung eine Umwandlungsenthalpie von ΔtH = 12 kJ·mol−1 ergibt.

### Chemische Eigenschaften

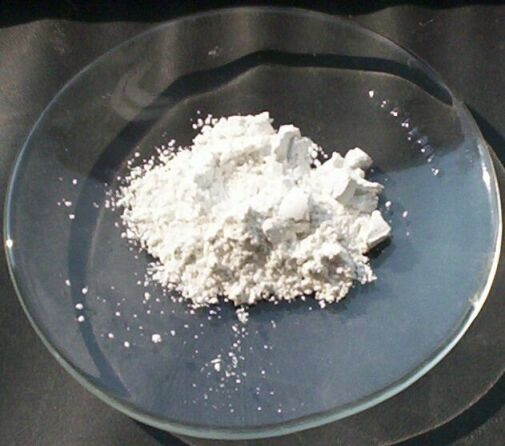
Antimon(III)-oxid

Antimontrioxid ist ein weißes kristallines Pulver, das in Wasser unlöslich ist (10−5 mol·l−1). Es weist einen amphoteren Charakter auf und löst sich in konzentrierten Säuren und Laugen. 
Die Reaktion mit Laugen führt zu löslichen Antimonaten:
{\displaystyle \mathrm {Sb_{2}O_{3}+2\ MOH+3\ H_{2}O\longrightarrow 2\ MSb(OH)_{4}} }
Die Löslichkeit in konzentrierten Säuren erklärt sich durch die Bildung von Antimonoxidsalzen:
{\displaystyle \mathrm {Sb_{2}O_{3}+2\ HX\longrightarrow SbOX+H_{2}O} }
beziehungsweise durch die Bildung von Antimonsalzen:
{\displaystyle \mathrm {SbOX+2\ HX\longrightarrow SbX_{3}+H_{2}O} }
In der Gasphase liegt Antimontrioxid als Sb4O6 vor und entspricht es in seiner Struktur dem Phosphortrioxid. Erhitzt man es auf 700–1100 °C, nimmt es weiteren Sauerstoff auf unter Bindung von Antimontetroxid. Dieses stellt ein Mischoxid aus Antimontri- und Antimonpentaoxid dar.

## Verwendung
Antimontrioxid wird teils als Pigment und in der Emailleproduktion verwendet. In der Galvanik dient es zum Antimonieren anderer Metalle. Es wird auch als Katalysator für die Herstellung von Polyethylenterephthalat (PET) verwendet.
Zusammen mit einer Dotierung aus Zinn wird es als Pigment für helle und transparente Antistatik-Beschichtungen verwendet und bei Flammschutzmitteln wie Decabromdiphenylether wird Antimontrioxid als Synergist eingesetzt.

## Sicherheitshinweise/Toxikologie
Antimontrioxid ist im Anhang der Verordnung (EG) Nr. 1272/2008 als Karzinogen, Kategorie 2, mit dem H-Satz H351 (kann vermutlich Krebs erzeugen) eingestuft. Die Internationale Agentur für Krebsforschung (IARC) betrachtet Antimontrioxid als „möglicherweise krebserzeugende Substanz“, Kategorie 2B. Die Einstufung erfolgte auf Grundlage von drei chronischen Inhalationsstudien mit Ratten. Der wahrscheinlichste Mechanismus der Karzinogenität beruht auf einer eingeschränkten Lungenreinigung nach Überladung durch Partikel, der eine Entzündungsreaktion, Fibrose und Tumorbildung folgen. Daher kann Antimontrioxid als Karzinogen mit Schwellenwert betrachtet werden. In diesem Kontext ist es jedoch fraglich, ob Auswirkungen infolge einer Lungenüberladung bei der Ratte auch für den Menschen relevant sind (European Commission, European Union Risk Assessment Report Diantimony trioxide, 2008). Es besteht kein Verdacht für eine karzinogene Wirkung nach oraler Gabe.
Antimon(III)-oxid wurde 2016 von der EU gemäß der Verordnung (EG) Nr. 1907/2006 (REACH) im Rahmen der Stoffbewertung in den fortlaufenden Aktionsplan der Gemeinschaft (CoRAP) aufgenommen. Hierbei werden die Auswirkungen des Stoffs auf die menschliche Gesundheit bzw. die Umwelt neu bewertet und ggf. Folgemaßnahmen eingeleitet. Ursächlich für die Aufnahme von Antimon(III)-oxid waren die Besorgnisse bezüglich Exposition von Arbeitnehmern, hoher (aggregierter) Tonnage, hohes Risikoverhältnis (Risk Characterisation Ratio, RCR) und weit verbreiteter Verwendung sowie der vermuteten Gefahren durch krebserregende Eigenschaften. Die Neubewertung läuft seit 2018 und wird von Deutschland durchgeführt. Um zu einer abschließenden Bewertung gelangen zu können, wurden weitere Informationen nachgefordert.